# Milan Dudić
Milan Dudić (* 1. November 1979 in Kraljevo, Jugoslawien) ist ein ehemaliger serbischer Fußballspieler. Zuletzt stand er beim SK Sturm Graz unter Vertrag.

## Karriere
Dudić begann seine aktive Laufbahn bei Magnorhom, einem Verein in seiner Heimat Serbien. Über Bane Raska, Sloga Kraljevo und Korngrap Belgrad kam er 1998 zu Čukarički Belgrad, seinem ersten Profiverein. 2002 wechselte er zum serbischen Topklub Roter Stern Belgrad. Nach vier Jahren bei Roter Stern bekam er noch vor der Fußball-Weltmeisterschaft 2006 in Deutschland ein Angebot vom österreichischen Klub Red Bull Salzburg, das er auch annahm.
Seit diesem Zeitpunkt ist er bei den Mozartstädtern unter Vertrag. International spielte er 13 Mal für das serbische Nationalteam. Zuvor spielte er auch für die Auswahlmannschaft des Staatenbundes Serbien und Montenegro. Er nahm 2006 an der Fußball-WM in Deutschland teil, wo er zweimal eingesetzt wurde und einmal die Gelbe Karte sah. Aufsehen erregte der Serbe, als er beim letzten Gruppenspiel gegen Elfenbeinküste durch zwei Handspiele im Strafraum zwei Elfmeter, welches auch zwei Tore zur Folge hatte, verschuldete und seine Mannschaft deswegen 2:3 verlor. Mit Serbien und Montenegro schied er als Gruppenletzter aus.
Im November 2007 wurde er nach einer Verletzung an der Achillessehne operiert. Sein Comeback gab er 23. Februar 2008 gegen FK Austria Wien. Dudic spielte durch. In der Meistersaison 2008/09 kam der von Verletzungen Gebeutelte nur zu neun Einsätzen. In der darauffolgenden Saison unter Huub Stevens, als Salzburg abermals Meister wurde, kam er auf 13 Einsätze, wobei er ein Tor erzielte.
Bei Red Bull Salzburg wurde sein auslaufender Vertrag zum Ende der Saison 2010/11 nicht verlängert und der Defensivakteur nach dem Abschluss der Saison als vereinslos erklärt. Am 21. Juli wurde Dudic vom österreichischen Bundesligisten Sturm Graz verpflichtet. Nach Ablauf seines Vertrages beendete er im Sommer 2014 seine Spielerkarriere.

## Titel und Erfolge
- Teilnahme an der Fußball-WM 2006 in Deutschland (2 Einsätze/1 Gelbe Karte) mit Serbien und Montenegro
- 3 × Österreichischer Meister mit Red Bull Salzburg 2007, 2009, 2010
- 2 × Serbischer Meister mit Roter Stern Belgrad 2004, 2006
- 2 × Serbischer Pokalsieger mit Roter Stern Belgrad 2004, 2006